# アミュンタス1世
アミュンタス1世（古代ギリシア語: Ἀμύντας Aʹ、ラテン文字転記：Amyntas I、在位：紀元前547年 - 紀元前498年）は、アルゲアス朝のマケドニア王である。
アミュンタス1世は先代の王アルケタス1世の子で、次代の王アレクサンドロス1世の父である。
パイオニア人がアケメネス朝ペルシアに征服された後、アミュンタスの許にペルシア王ダレイオス1世から服属を要求する使節のペルシア人が来て、アミュンタスはそれに応じた。その時開かれた宴においてペルシア人たちがマケドニアの女性たちに対して狼藉を働いた。アミュンタスは我慢していたが、王子のアレクサンドロスは腹を立てて使節たちに女装させた刺客を差し向けて殺した。この事件はアレクサンドロスが帰らぬペルシアの捜索隊の隊長を買収したため事なきを得た。
また、アミュンタスは他国と初めて国交を結んだマケドニア王であり、アテナイの僭主ヒッピアスと同盟を結んだ。ヒッピアスが国を追われた際、アミュンタスはアンテムスという町を提供しようとしたが、ヒッピアスはそれを断ってシゲイオン（ヒッピアスの父ペイシストラトスの子ヘゲシストラトスが治める都市）に向かった。